# Ogre Battle: The March of the Black Queen
Ogre Battle: The March of the Black Queen (Japans: 伝説のオウガバトル) is een computerspel dat werd ontwikkeld en uitgegeven door Quest. Het spel kwam in 1993 uit voor de SNES. Later kwam het ook beschikbaar voor andere homecomputers. Het spel is geïnspireerd door de gelijknamige nummers van Queen (Ogre Battle en The March of the Black Queen) en door de Oorlogen in Joegoslavië. Ook is het spel sterk beïnvloed door Japanse RPG's (jRPG's). Veel plaatsnamen in het spel zijn afgeleid van werkelijk bestaande plaatsnamen (Malano, Belgen, Elbul, Kander Hall). Het level 'The Rhyan Sea' is weer een verwijzing naar het nummer Seven Seas of Rhye van Queen.

## Verhaal
De titel Ogre Battle verwijst naar een mythologisch oorlog tussen de mensen en de krachten van de onderwereld (ogers genaamd maar feitelijk meer overeenkomend met demonen). Toen de ogers aan de winnende hand waren, grepen de goden in en wisten de ogres weer in de onderwereld op te sluiten. Het legendarische gevecht werd een mythe, en over het algemeen nemen de mensen aan dat ogres slechts kwaadaardige mensen waren.
Vijfentwintig jaar geleden verenigde keizerin Endora met behulp van de wijze Rashidi het gehele continent tot het Zeteginische Keizerrijk om een bedreiging van buitenaf te kunnen weerstaan. Ze ontwikkelt zich echter, onder de boze invloed van Rashidi, tot een tiran. De protagonist leidt een opstand tegen haar en dient in 25 slagvelden of levels (plus 1 verborgen bonuslevel) het keizerrijk te verslaan. In het laatste level komt de protagonist tegenover Rashidi te staan. Zijn ware doel blijkt het vrijlaten van de ogres, die wel degelijk bestaan, uit de onderwereld. Rashidi roept de ogrekoning Diablos op. Indien deze ook verslagen is volgt het einde, afhankelijk van het spelverloop.

## Gameplay
Het rebellenleger is verdeeld in eenheden van 3 tot 5 wezens, afhankelijk van hun grootte. Deze wezens zijn onderverdeeld in klassen (draak, reus, golem, griffoen, octopus, ridder, tovenaar, heks, etc.). Iedere eenheid heeft een leider. Ieder level is een kaart met aan de ene kant de rebellenbasis en aan de andere kant de vijandelijke basis. De speler kan tegen betaling eenheden inzetten, die verschijnen als gele icoontjes die de leider van de eenheid vertegenwoordigen. Door steden te bezetten door de verschillende eenheden, ontvangt de speler belastinggeld alsmede tarotkaarten. Met geld kunnen ook in handelssteden items worden gekocht, zoals levensdrankjes en geneesmiddelen. Bijzondere items kunnen niet worden gekocht maar moeten worden gevonden of veroverd. Ook kan men in steden personages rekruteren, of zelfs hele nieuwe eenheden werven die onder leiding van helden staan die zich onder bepaalde voorwaarden bij de speler kunnen aansluiten. Naast deze verborgen helden kan de speler op allerlei locaties schatten vinden.
De vijand stuurt echter ook eenheden op de speler af om hem tegen te houden, gesymboliseerd door grijze icoontjes. Wanneer twee vijandelijke eenheden elkaar ontmoeten ontstaat een gevecht, en schakelt het spel over naar een apart gevechtsscherm waarop men de verschillende personages van beide eenheden tegenover elkaar kan zien staan. Om de beurt valt iedere eenheid aan. De frequentie, volgorde en het soort aanval is afhankelijk van de klasse. Het doel van de aanval kan de speler bepalen (de sterkste vijand, de zwakste vijand, de meest dichtstbijzijnde, de leider). Door tarotkaarten te gebruiken kan extra schade worden toegebracht of speciale effecten teweeggebracht. Iedere eenheid heeft (afhankelijk van level en van klasse) statistieken waaronder hitpoints. Als deze op nul komen te staan, sterft het personage. De eenheid die de meeste schade heeft toegebracht (schade door tarotkaarten niet meegerekend), of alle vijandelijke personages heeft gedood, wint. Dode personages kunnen in een tempel of door levensdrankjes tot leven worden gebracht, maar een volledig uitgeschakelde eenheid komt niet meer terug. Als een leider sterft, is de eenheid leiderloos en de speler deze niet meer sturen. De speler bezit een eenheid met daarin de protagonist, de leider van de opstand. Wanneer deze wordt gedood, is het game over. Een winnende eenheid kan zijn weg vervolgen, een verliezende wordt weggezet. Het staat een eenheid vrij dezelfde eenheid nogmaals aan te vallen (of te vluchten).
De kaart bevat verschillende terreinen (water, bos, sneeuw, woestijn, grasland, etc.) die een eenheid kunnen hinderen of helpen (afhankelijk van de klassen). De vijandelijke basis wordt bezet door een eindbaas, die de leider van een sterke eenheid is. Deze eenheid wint, als de leider niet wordt verslagen, altijd. Men kan het echter zo vaak men wil opnieuw proberen. Wanneer deze eindbaas is verslagen, valt de vijandelijke basis en is het level gewonnen.

## Klassen en alignment
De personages zijn in verschillende klassen verdeeld. Afhankelijk van de klasse kan een personage zich verder ontwikkelen; wanneer een bepaald level is bereikt door ervaring in gevechten op te doen en de alignment hoog of laag genoeg is, kan de eenheid promoveren tot een nieuwe klasse. Ook kunnen bepaalde zeldzame items een klasseverandering teweegbrengen. Deze door items veroorzaakte klassen (lich, prinses, zombiedraak, vampier) zijn vaak zeer sterk. De klassen bepalen de statistieken en het soort aanval. De speler heeft de keus bij de formatie van een eenheid de opstelling te bepalen; over het algemeen is het verstandig fysiek sterke wezens (reus, octopus, draken) op de voorste en zwakke wezens (sjamaan, tovenaar, prinses) op de achterste rij te plaatsen.
Alignment is een bijzondere statistiek, die bepaalt of een personage goed of slecht is. De statistiek heeft een minimum van 0 (slecht) en een maximumwaarde van 100 (goed). Duistere klassen (duivels, vampieren, ondoden, tovenaars) gedijen over het algemeen bij een lage alignment, en goede klassen (ridder, engel, sjamaan) bij een hoge alignment. Wezens met een lage alignment zijn sterk tegenover duistere aanvallen, zwak tegenover heilige aanvallen en vechten het beste 's nachts, en wezens met een hoge alignment zijn zwak tegenover duistere aanvallen, sterk tegenover heilige aanvallen, en vechten het beste overdag. Alignment van wezens (inclusief het protagonistpersonage) worden beïnvloed door het level van de vijand die men bevecht (vijanden met lagere levels verslaan wordt gezien als 'unfair' en verlaagt de alignment) en door het soort wezens dat men verslaat (wezens met een hoge alignment verslaan verlaagt de eigen alignment).
Alignment beïnvloedt de reputatie door de alignment van de troepen waarmee men steden bevrijdt; steden bevrijden met 'slechte' troepen verlaagt de reputatie, steden bevrijden met 'goede' troepen verhoogt deze. Ook de gemiddelde alignment en die van het protagonistpersonage beïnvloedt de reputatie. Deze heeft weer invloed op de welwillendheid van helden om zich bij de speler aan te sluiten: 'goede' helden zullen dit alleen doen bij een hoge reputatie, 'slechte' helden bij een lage reputatie. De reputatie heeft, tezamen met de gerekruteerde helden en het doen en nalaten tijdens het spel een invloed op de uiteindelijke uitkomst.

## Platforms
| Jaar | Platform                 |
| ---- | ------------------------ |
| 1993 | SNES                     |
| 1996 | PlayStation, SEGA Saturn |
| 2008 | Wii Virtual Console      |

## Ontvangst
| Beoordeeld door                 | Platform    | Datum           | Score |
| ------------------------------- | ----------- | --------------- | ----- |
| GameFan Magazine                | SNES        | april 1995      | 91%   |
| Nintendo Life                   | Wii         | 3 maart 2009    | 90%   |
| IGN                             | Wii         | 5 maart 2009    | 90%   |
| RPGFan                          | Wii         | 10 maart 2009   | 85%   |
| Legendra                        | PlayStation | 2001            | 80%   |
| GamePro (USA)                   | SNES        | maart 1995      | 80%   |
| Electronic Gaming Monthly (EGM) | PlayStation | september 1997  | 75%   |
| RPGamer                         | PlayStation | 1998            | 70%   |
| RPGFan                          | PlayStation | 6 februari 2000 | 70%   |
| IGN                             | PlayStation | 8 augustus 1997 | 60%   |